# Franz Piechulek
Franz Piechulek – as lotnictwa niemieckiego Luftstreitkräfte z 14 potwierdzonymi zwycięstwami w I wojnie światowej.

## Życiorys
Służył w Kest 5 od 27 października 1917 roku. Pierwsze zwycięstwo odniósł 22 listopada nad samolotem Nieuport. 14 grudnia został przeniesiony do eskadry myśliwskiej Jasta 41, w której 5 stycznia zestrzelił balon obserwacyjny. 9 stycznia został przeniesiony do Jasta 56. Ostatnie zwycięstwo odniósł 4 października.
Większość zwycięstw odniósł na samolocie Fokker D.VII.
Jego los po wojnie nie jest znany.

## Odznaczenia
- Krzyż Żelazny I Klasy
- Krzyż Żelazny II Klasy